# Carolee Schneemann
Carolee Schneemann (12. října 1939 – 6. března 2019) byla americká umělkyně. Narodila se na filadelfském předměstí Fox Chase. Nejprve získala bakalářský titul z Bard College a později magisterský na University of Illinois at Urbana-Champaign. V padesátých letech se věnovala malířství a později byla členkou hnutí Fluxus. Ve svém díle se zaměřovala na sexualitu a překračovala různá tabu. Od šedesátých let používala jako hlavní součást tvorby své vlastní nahé tělo.